# Hans-Christoph Knebusch
Hans-Christoph Knebusch (* 31. Oktober 1928; † 18. Juni 2006) war ein deutscher Kulturjournalist.

## Leben

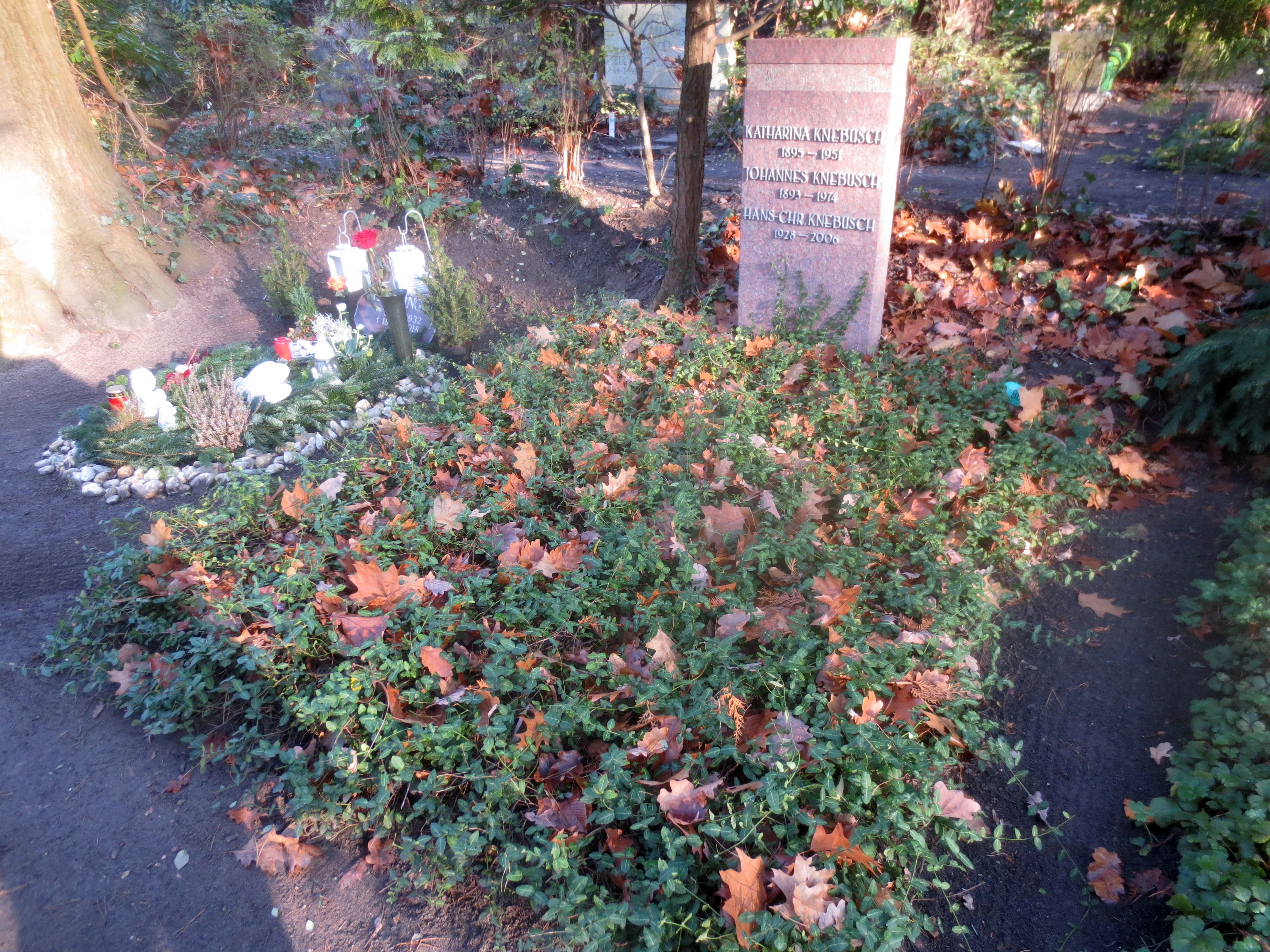
Grab von Hans-Christoph Knebusch auf dem Friedhof Heerstraße in Berlin-Westend

Hans-Christoph Knebusch gehörte zu den Mitbegründern des RIAS Berlin und war dort Redaktionsmitglied von 1946 bis 1963. Er baute dort den Zeitfunk auf, war für die Ausbildung zahlreicher Redakteure und Reporter verantwortlich und prägte den Stil der aktuellen politischen Sendungen. 1963 war Knebusch einer der ersten Mitarbeiter des ZDF und gehört somit dessen Gründergeneration an.
Knebusch war als Redakteur und Stellvertreter des Studioleiters Berlin angestellt. Er war verankert in der Berliner Kulturszene und zeichnete beim ZDF verantwortlich für das Kulturmagazin aspekte und bis zuletzt auch für die Denkmalschutzreihe Bürger rettet Eure Städte!. Zudem war er als Gesprächspartner in der Sendung Zeugen des Jahrhunderts engagiert. 1993 ging Knebusch in den Ruhestand.
Hans-Christoph Knebusch starb im Juni 2006 im Alter von 77 Jahren. Sein Grab befindet sich auf dem landeseigenen Friedhof Heerstraße in Berlin-Westend (Grablage: II-W12-85/86).